# Chlorobistus xiuyuae
Chlorobistus xiuyuae is een wandelende tak uit de familie Aschiphasmatidae. De wetenschappelijke naam van deze soort is voor het eerst voorgesteld als Abrosoma xiuyuae door Paul Brock en Francis Seow-Choen in een publicatie uit 1999.
De soort komt voor in Malakka.